# Chasamais
Chazemais és un municipi francès, situat al departament de l'Alier i a la regió d'Alvèrnia-Roine-Alps. L'any 2007 tenia 444 habitants.

## Demografia

### Població
El 2007 la població de fet de Chazemais era de 444 persones. Hi havia 176 famílies de les quals 58 eren unipersonals (25 homes vivint sols i 33 dones vivint soles), 61 parelles sense fills, 49 parelles amb fills i 8 famílies monoparentals amb fills.
La població ha evolucionat segons el següent gràfic:
Habitants censats

### Habitatges
El 2007 hi havia 251 habitatges, 185 eren l'habitatge principal de la família, 30 eren segones residències i 36 estaven desocupats. 244 eren cases i 7 eren apartaments. Dels 185 habitatges principals, 144 estaven ocupats pels seus propietaris, 37 estaven llogats i ocupats pels llogaters i 4 estaven cedits a títol gratuït; 1 tenia una cambra, 15 en tenien dues, 32 en tenien tres, 61 en tenien quatre i 76 en tenien cinc o més. 125 habitatges disposaven pel capbaix d'una plaça de pàrquing. A 77 habitatges hi havia un automòbil i a 92 n'hi havia dos o més.

### Piràmide de població
La piràmide de població per edats i sexe el 2009 era:
| Homes | Edats   | Dones |
| ----- | ------- | ----- |
| 0     | 95 o +  | 4     |
| 0     | 90 a 94 | 0     |
| 12    | 85 a 89 | 0     |
| 8     | 80 a 84 | 8     |
| 12    | 75 a 79 | 4     |
| 8     | 70 a 74 | 12    |
| 20    | 65 a 69 | 4     |
| 4     | 60 a 64 | 12    |
| 20    | 55 a 59 | 12    |
| 12    | 50 a 54 | 12    |
| 12    | 45 a 49 | 20    |
| 8     | 40 a 44 | 4     |
| 20    | 35 a 39 | 16    |
| 20    | 30 a 34 | 8     |
| 12    | 25 a 29 | 16    |
| 8     | 20 a 24 | 8     |
| 8     | 15 a 19 | 20    |
| 24    | 10 a 14 | 16    |
| 16    | 5 a 9   | 16    |
| 8     | 0 a 4   | 8     |

## Economia
El 2007 la població en edat de treballar era de 261 persones, 186 eren actives i 75 eren inactives. De les 186 persones actives 169 estaven ocupades (92 homes i 77 dones) i 17 estaven aturades (7 homes i 10 dones). De les 75 persones inactives 29 estaven jubilades, 21 estaven estudiant i 25 estaven classificades com a «altres inactius».

### Ingressos
El 2009 a Chazemais hi havia 190 unitats fiscals que integraven 439 persones, la mediana anual d'ingressos fiscals per persona era de 16.158 €.

### Activitats econòmiques
Dels 7 establiments que hi havia el 2007, 2 eren d'empreses de construcció, 1 d'una empresa de comerç i reparació d'automòbils, 1 d'una empresa de transport, 2 d'empreses d'hostatgeria i restauració i 1 d'una empresa de serveis.
Dels 3 establiments de servei als particulars que hi havia el 2009, 1 era una fusteria, 1 lampisteria i 1 restaurant.
L'any 2000 a Chazemais hi havia 36 explotacions agrícoles que ocupaven un total de 2.438 hectàrees.

## Equipaments sanitaris i escolars
El 2009 hi havia una escola elemental integrada dins d'un grup escolar amb les comunes properes formant una escola dispersa.

## Poblacions més properes
El següent diagrama mostra les poblacions més properes.